# حاجز اللغة
حاجز اللغة تعبير مجازي يطلق على الصعوبات التي تواجه الأشخاص الذين ليس لديهم لغة مشتركة عندما يحاولون التواصل مع بعضهم البعض.